# Belá nad Cirochou
Belá nad Cirochou es un municipio del distrito de Snina en la región de Prešov, Eslovaquia, con una población estimada a final del año 2024 de 3279 habitantes.
Se encuentra ubicado al este de la región, en el valle del río Cirocha (cuenca hidrográfica del río Tisza) y cerca de la frontera con Ucrania.

## Demografía
| Año        | 1994 | 2004    | 2014    | 2024    |
| ---------- | ---- | ------- | ------- | ------- |
| Población  | 3165 | 3318    | 3348    | 3279    |
| Diferencia |      | +4,83 % | +0,90 % | −2,06 % |

| Año        | 2023 | 2024    |
| ---------- | ---- | ------- |
| Población  | 3303 | 3279    |
| Diferencia |      | −0,72 % |